# あわくら温泉
あわくら温泉（あわくらおんせん）は、岡山県英田郡西粟倉村影石にある温泉。

## 由来
鎌倉時代、この地の山中に狸が住み着いている狸ケ城という洞窟があった。その狸は狩人に撃たれて塩谷川のほとりの雑草の中に潜んでいたが、数日後に元気な姿で山に帰って行くのを見た村人が川辺を探すと湯が湧き出ているのを発見したという。
ところが、この地に赤牛が放たれて泉源で暴れたことで、泉温が下がって冷泉になったという言い伝えがある。

## 泉質
- 単純弱放射能泉（ラジウム泉） - ラドン含有量47.6マッヘ[1]

## 温泉街
- 100年の森のホテル栞（しおり）
  - 旧国民宿舎あわくら荘の跡地に西粟倉村が整備した公設民営の宿泊交流施設（2024年5月16日オープン）[2]。
- あわくら温泉黄金泉
- あわくら温泉元湯
  - 西粟倉村の公営温泉「元湯」は2011年11月30日に営業休止[3]したが、業務委託で2015年再オープン[4]。

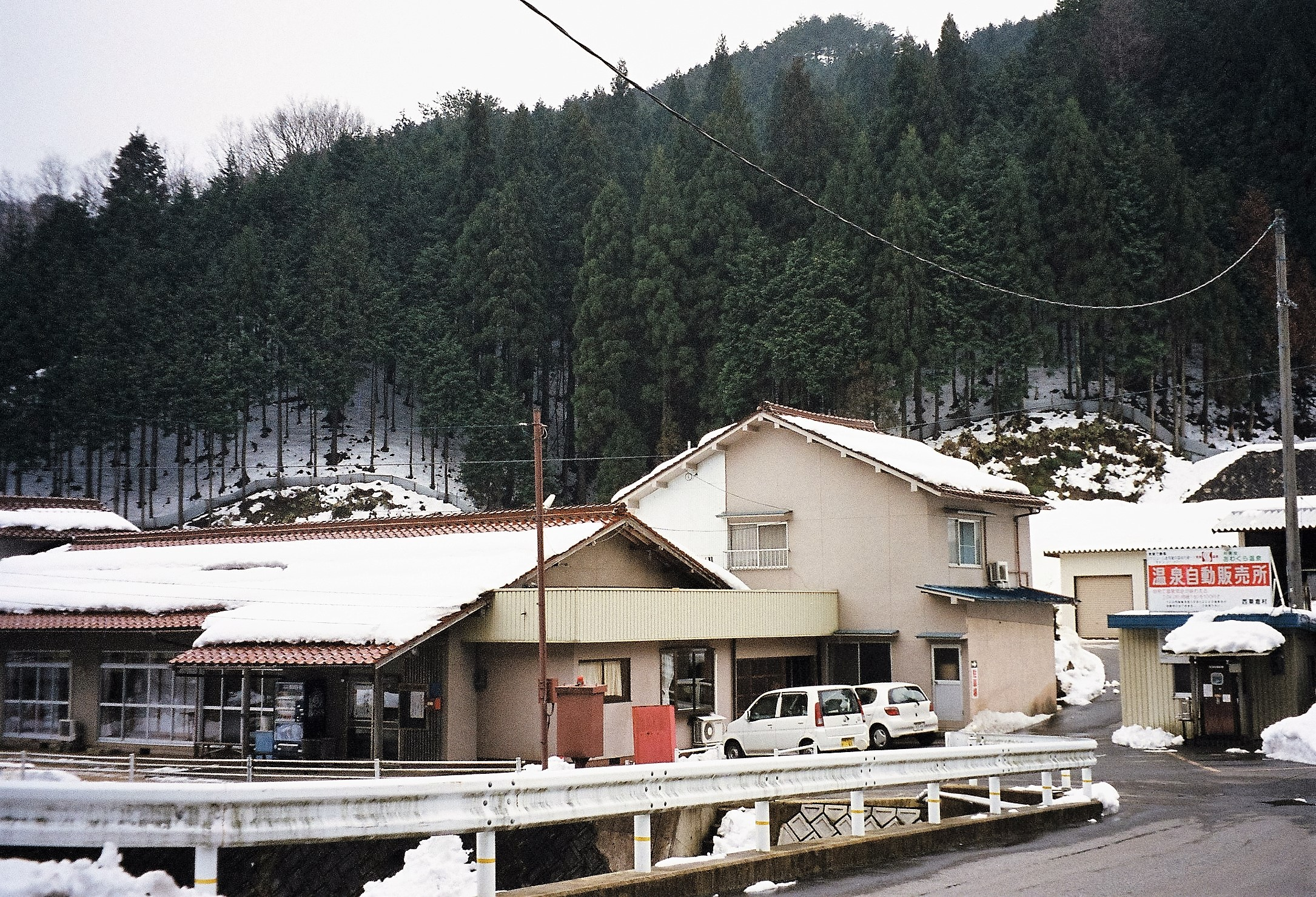
あわくら温泉元湯（2004年1月当時の様子）

## 交通アクセス
- 智頭急行あわくら温泉駅下車すぐ。
- 鳥取自動車道西粟倉IC下車。

## 周辺施設
- 道の駅あわくらんど